# Aiemea albicrus
Aiemea albicrus är en stekelart som beskrevs av Boucek 1988. Aiemea albicrus ingår i släktet Aiemea och familjen puppglanssteklar.
Artens utbredningsområde är Papua Nya Guinea. Inga underarter finns listade i Catalogue of Life.